# FK Jablonec
Der FK Jablonec ist ein Fußballverein aus der etwa 45.000 Einwohner zählenden nordböhmischen Stadt Jablonec nad Nisou (deutsch Gablonz an der Neiße).

## Vereinsgeschichte
1945 wurde der ČSK Jablonec nad Nisou gegründet. Lange Zeit spielte der Klub in unteren Ligen, 1963 gelang als Jiskra Jablonec der Aufstieg in die 2. Liga der Tschechoslowakei. Ab 1964 war das Automobilwerk LIAZ aus der Nachbarstadt Liberec Trägerbetrieb des Vereins. 1970 erreichte LIAZ Jablonec das tschechische Pokalfinale, unterlag jedoch dem TJ Gottwaldov.
Vier Jahre später stieg TJ LIAZ Jablonec in die 1. Liga auf, konnte sich allerdings nur eine Saison dort halten. 1986 stieg der Verein in die dritthöchste Spielklasse ab, der Wiederaufstieg in die 2. Liga gelang erst 1992. 1993 landete die Mannschaft auf einem Relegationsplatz zur ersten Liga und unterlag in zwei Spielen Bohemians Prag.
Nur ein Jahr später konnte Jablonec den Aufstieg in die 1. Liga feiern und hält sich seitdem in der höchsten tschechischen Liga. Den größten Vereinserfolg erreichte der FK Jablonec 97 im Jahre 1998, als er den Tschechischen Fußballpokal gewann. Im Europapokal der Pokalsieger der folgenden Saison schied der Verein schon in der ersten Runde gegen den zyprischen Verein Apollon Limassol aus.
Die erfolgreichste Saison in der Meisterschaft hatte Jablonec in der Saison 2009/2010. Hier spielte man bis zum letzten Spieltag um die Meisterschaft mit und wurde schließlich mit einem Punkt Rückstand zum Meister Sparta Prag Zweiter. Am 17. Mai 2013 gewann der Verein zum zweiten Mal den nationalen Vereinspokal mit 5:4 im Elfmeterschießen gegen den FK Mladá Boleslav, nachdem es nach 90 Minuten 0:0 gestanden hatte.

## Erfolge
- Tschechischer Pokalsieger: 1998, 2013
- Tschechischer Supercupsieger: 2013

## Europapokalbilanz
| Saison  | Wettbewerb                    | Runde                  | Gegner                   | Gesamt          | Hin           | Rück          |
| ------- | ----------------------------- | ---------------------- | ------------------------ | --------------- | ------------- | ------------- |
| 1997/98 | UEFA-Pokal                    | 1. Qualifikationsrunde | FK Qarabağ Ağdam         | 8:0             | 5:0 (H)       | 3:0 (A)       |
| 1997/98 | UEFA-Pokal                    | 2. Qualifikationsrunde | Örebro SK                | (a)1:1(a)       | 1:1 (H)       | 0:0 (A)       |
| 1998/99 | Europapokal der Pokalsieger   | 1. Runde               | Apollon Limassol         | 3:3 (3:4 i. E.) | 1:2 (A)       | 2:1 n. V. (H) |
| 2007/08 | UEFA-Pokal                    | 2. Qualifikationsrunde | FK Austria Wien          | 4:5             | 3:4 (A)       | 1:1 (H)       |
| 2010/11 | UEFA Europa League            | 3. Qualifikationsrunde | APOEL Nikosia            | 1:4             | 0:1 (A)       | 1:3 (H)       |
| 2011/12 | UEFA Europa League            | 2. Qualifikationsrunde | KS Flamurtari Vlora      | 7:1             | 2:0 (A)       | 5:1 (H)       |
| 2011/12 | UEFA Europa League            | 3. Qualifikationsrunde | AZ Alkmaar               | 1:3             | 0:2 (A)       | 1:1 (H)       |
| 2013/14 | UEFA Europa League            | 3. Qualifikationsrunde | Strømsgodset Toppfotball | 5:2             | 2:1 (H)       | 3:1 (A)       |
| 2013/14 | UEFA Europa League            | Play-offs              | Betis Sevilla            | 1:8             | 1:2 (H)       | 0:6 (A)       |
| 2015/16 | UEFA Europa League            | 3. Qualifikationsrunde | FC Kopenhagen            | (a)3:3(a)       | 0:1 (H)       | 3:2 (A)       |
| 2015/16 | UEFA Europa League            | Play-offs              | Ajax Amsterdam           | 0:1             | 0:1 (A)       | 0:0 (H)       |
| 2018/19 | UEFA Europa League            | Gruppenphase           | Stade Rennes             | 1:3             | 1:2 (A)       | 0:1 (H)       |
| 2018/19 | UEFA Europa League            | Gruppenphase           | Dynamo Kiew              | 3:2             | 2:2 (H)       | 1:0 (A)       |
| 2018/19 | UEFA Europa League            | Gruppenphase           | FK Astana                | 2:3             | 1:1 (H)       | 1:2 (A)       |
| 2019/20 | UEFA Europa League            | 2. Qualifikationsrunde | FC Pjunik Jerewan        | 1:2             | 1:2 (A)       | 0:0 (H)       |
| 2020/21 | UEFA Europa League            | 2. Qualifikationsrunde | DAC Dunajská Streda      | 3:5             | 3:5 n. V. (A) | 3:5 n. V. (A) |
| 2021/22 | UEFA Europa League            | 3. Qualifikationsrunde | Celtic Glasgow           | 2:7             | 2:4 (H)       | 0:3 (A)       |
| 2021/22 | UEFA Europa Conference League | Play-offs              | MŠK Žilina               | 8:1             | 5:1 (H)       | 3:0 (A)       |
| 2021/22 | UEFA Europa Conference League | Gruppenphase           | CFR Cluj                 | 1:2             | 1:0 (H)       | 0:2 (A)       |
| 2021/22 | UEFA Europa Conference League | Gruppenphase           | AZ Alkmaar               | 1:2             | 0:1 (A)       | 1:1 (H)       |
| 2021/22 | UEFA Europa Conference League | Gruppenphase           | Randers FC               | 4:4             | 2:2 (H)       | 2:2 (A)       |

Gesamtbilanz: 40 Spiele, 11 Siege, 11 Unentschieden, 18 Niederlagen, 57:62 Tore (Tordifferenz −5)

## Trainer
- Karel Kolský (1967–1969)
- Jaroslav Hřebík (2000–2001)
- Vlastimil Palička (2001–2003)
- František Komňacký (2007)
- Luboš Kozel (2007)
- Jaroslav Šilhavý (2014–2015)

## Spieler
- Radovan Hromádko (1987–1988) Jugend, (1991–1998) Spieler,
- Milan Fukal (1988–1993) Jugend, (1996–1999) Spieler,
- Jaromír Navrátil (1994–1998)
- Zdeněk Jánoš (1994–1999)
- Tomáš Čížek (1995–1997) Jugend, (1998–2001, 2009, 2012–2015) Spieler,
- Jan Sopko (1995–1998)
- Josef Laštovka (1999–2005)
- Zdeněk Šenkeřík (2003–2005)

## Vereinsnamen
Gegründet 1945 als ČSK Jablonec nad Nisou. 1948 Umbenennung in SK Jablonec nad Nisou. Weitere Umbenennungen gab es 1955 in Sokol Preciosa Jablonec nad Nisou, 1960 in Jiskra Jablonec nad Nisou, 1963 in TJ LIAZ Jablonec nad Nisou, 1993 in Sklobižu Jablonec nad Nisou, 1994 in FK Jablonec nad Nisou, 1998 in FK Jablonec 97.
Zum 1. Juli 2008 änderte der Verein seinen Namen in FK BAUMIT Jablonec, nachdem der österreichische Baustoffhersteller Baumit als strategischer Partner gewonnen werden konnte. Zum 1. Juli 2015 kehrte der Verein zur Bezeichnung FK Jablonec (Fotbalový Klub Jablonec, a.s.) zurück.